# Charles Cuvillier
Charles Cuvillier est un compositeur français, né le 24 avril 1877 à Paris 9e, ville où il est mort le 14 février 1955.

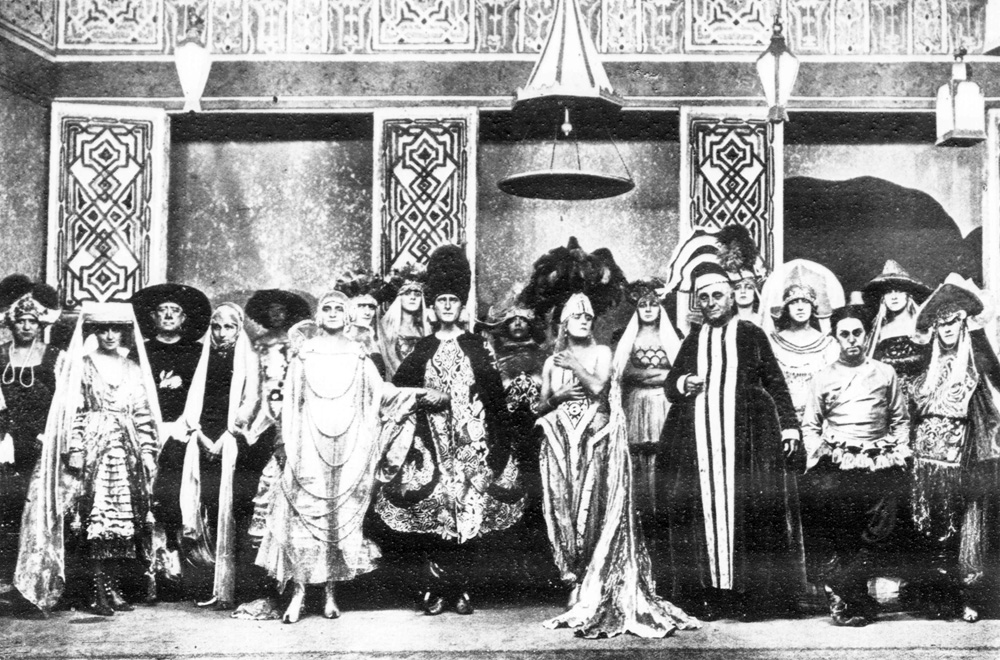
Scène de la production londonienne dAfgar, 1919

## Biographie
Charles Louis Paul Cuvillier fait ses études musicales au Conservatoire de Paris avec Gabriel Fauré et Jules Massenet. Il commence à composer pour les scènes parisiennes, et obtient un certain succès, en 1905, avec l'opérette Avant-hier matin, sur des paroles de Tristan Bernard. Ses succès s'accroissent, en France et à l'étranger, avec Son p'tit frère (1907), première collaboration avec André Barde, avec lequel il crée aussi, en 1912, La reine s'amuse, qui contient l'un des plus grands succès de Cuvillier, Ah ! la troublante volupté. Jusqu'à la Première Guerre mondiale, il travaille en Allemagne aussi bien qu'en France. La seconde des deux œuvres qu'il a écrites pour les scènes allemandes, Flora Bella, se jouait à Munich lorsque la guerre a éclaté, et les représentations ont pris fin aussitôt. Cuvillier est mobilisé et combat dans les tranchées.
Après la guerre, sa carrière continue, en France et au Royaume-Uni, où il est très populaire. Avant-hier matin connait le succès à Londres, de même que Wild Geese, et La reine s'amuse qui atteint 280 représentations. Son plus grand succès international est l'opérette The Lilac Domino, à l'origine Der lila Domino (Leipzig, 1912). Elle fut représentée à Broadway (1914) et à Londres (1918). Le critique et musicologue Andrew Lamb écrit que Cuvillier compose de la « musique légère, évocatrice, qui se distingue par un phrasé typiquement français ».
Cuvillier a également composé de la musique pour le cinéma, notamment pour Occupe-toi d'Amélie de Richard Weisbach et Marguerite Viel en 1932, et Le Roman d'un jeune homme pauvre d'Abel Gance en 1935.
Cuvillier meurt à Paris en 1955, à l'âge de 77 ans.

## Œuvres principales
- 1903 : La Citoyenne Cotillon, comédie dramatique d'Henri Cain et Ernest Daudet, musique de scène de Cuvillier
- 1905 : Avant-hier matin, livret de Tristan Bernard), Paris, Théâtre des Capucines
- 1907 : Le Flirt de Colombine, livret de Jacques Redelsperger, Nice
- 1907 : Son p'tit frère, livret d'André Barde, Paris, Théâtre des Capucines ; renommé Laïs, ou la courtisane amoureuse, 1929
- 1908 : Les Rendez-vous strasbourgeois, opéra-bouffe en un acte, livret de Romain Coolus, Paris, Comédie-Royale
- 1909 : Afgar, ou Les Loisirs andalous, livret d'André Barde et Michel Carré, Paris, théâtre des Capucines
- 1910 : La Fausse Ingénue, ou les Muscadines, livret d'André Barde, Paris, théâtre des Capucines
- 1912 : Le Domino lilas, livret allemand (Der lila Domino) d'Emmerich von Gatti et Béla Jenbach, Leipzig, Stadttheater
- 1912 : Sapho, livret d'André Barde et Michel Carré, Paris, théâtre des Capucines
- 1912 : La reine s'amuse ou La Reine joyeuse, livret d'André Barde, Paris, Olympia, 1913[2].
- 1912 : L'Initiatrice, livret de Robert Dieudonné et Hugues Delorme, Paris, Mayol
- 1913 : Flora Bella, livret de Felix Dörmann, Munich, Staatstheater am Gärtnerplatz ; version française : Florabella, livret d'André Barde, Célestins, Lyon, 1921
- 1915 : Judith courtisane, livret de Régis Gignoux, Paris, théâtre Michel
- 1918 : Mademoiselle « Nom d'une pipe », livret de Georges Duval, Paris, théâtre du Palais Royal
- 1920 : The Sunshine of the World livret de Gladys Buchanan Unger, Londres
- 1920 : Johnny Jones and his Sister Sue, livret de Harry M. Vernon, Londres, Alhambra Theatre
- 1922 : Annabella, opérette en 3 actes, livret de Maurice Magre, théâtre Femina
- 1922 : Par amour, livret de Maurice Magre, Paris, théâtre Femina
- 1922 : Nonnette, livret d'André Barde, Paris, théâtre des Capucines
- 1924 : Bob et moi, livret d'André Barde et Lucien Mayrargue, Paris, théâtre Michel
- 1926 : Qui êtes-vous ?, livret de H. Genty, Berr et Jouvault, Monte-Carlo
- 1929 : Laïs ou La Courtisane amoureuse, livret d'André Barde, reprise de Son p'tit frère de 1907
- 1929 : Boulard et ses filles, livret de Louis Verneuil, paroles de Saint-Granier et Jean Le Seyeux, Paris, Théâtre Marigny
- 1935 : Le Train de 8h47, d'après Georges Courteline, livret d'André Barde et Léopold Marches, Paris, théâtre du Palais Royal

## Filmographie
Compositeur
- 1932 : Mon amant l'assassin de Solange Bussi
- 1932 : Occupe-toi d'Amélie de Richard Weisbach et Marguerite Viel
- 1935 : Le Roman d'un jeune homme pauvre d'Abel Gance

Acteur
- 1932 : Direct au cœur de Roger Lion et Alexandre Arnaudy : Tube